# 迈阿密花园
迈阿密花园是美国佛罗里达州邁阿密-戴德縣中北部的一座城市，介于劳德代尔堡和迈阿密之间，距离迈阿密市中心约16英里（26公里）。市域范围东至95号州际公路和东北第2大道，西至西北第47大道和西北第57大道，北接布劳沃德县米拉马尔边界，南至第151街，面积约为51.8平方公里（约合20平方英里）。
城市名称源自贯穿该地区的860号佛罗里达州州道，即迈阿密花园大道（Miami Gardens Drive）。迈阿密花园于2003年5月13日正式建市，成为迈阿密-戴德县的第33个城市。建市时人口为105,457人，如今是该县第三大城市，仅次于迈阿密和海厄利亚。根据2020年美国人口普查，迈阿密花园的人口为111,640人，是佛罗里达州非裔美国人比例最高的城市，占比达66.97%，同时也是该州非裔人口最多的城市。
迈阿密花园是南佛罗里达迈阿密都会区的重要组成部分，城市最著名的地标是硬石体育场（Hard Rock Stadium），这座可容纳64,767人的多功能体育场是國家美式橄欖球聯盟（NFL）迈阿密海豚队和迈阿密大学NCAA一级联盟橄榄球队迈阿密飓风队的主场。此外，卡尔德赌场（Calder Casino）和湾流公园（Gulfstream Park）也是该市重要的娱乐场所。迈阿密花园南部分布着三个工业园，包括帕尔梅托湖工业园（Palmetto Lakes Industrial Park）、阳光州工业园（Sunshine State Industrial Park）和迈阿密工业区（Miami Industrial District）。